# Archibracon fasciatus
Archibracon fasciatus är en stekelart som först beskrevs av Szepligeti 1914.  Archibracon fasciatus ingår i släktet Archibracon och familjen bracksteklar. Inga underarter finns listade.